# Cytaeis uchidae
Cytaeis uchidae is een hydroïdpoliep uit de familie Cytaeididae. De poliep komt uit het geslacht Cytaeis. Cytaeis uchidae werd in 1962 voor het eerst wetenschappelijk beschreven door Rees. 